# Клиденяты
Кли́деняты (бел. Клі́дзеняты, пол. Klidzinięta) — деревня в Сморгонском районе Гродненской области Белоруссии.
Входит в состав Залесского сельсовета.
Расположена на левом берегу Вилии. Расстояние до районного центра Сморгонь по автодороге — около 2,5 км, до центра сельсовета агрогородка Залесье  по прямой — 7,5 км. Ближайшие населённые пункты — Белая, Сморгонь, Сукневичи. Площадь занимаемой территории составляет 0,5111 км², протяжённость границ 3680 м.

## История
Деревня отмечена на карте Шуберта (середина XIX века) под названием Клидзинента в составе Сморгонской волости Ошмянского уезда Виленской губернии. В 1866 году в Клиденятах насчитывалось 25 дымов и 247 жителей, из них 211 православных и 36 католиков.
После Советско-польской войны, завершившейся Рижским договором, в 1921 году Западная Белоруссия отошла к Польской Республике и деревня была включена в состав новообразованной сельской гмины Сморгонь Ошмянского повета Виленского воеводства.
В 1938 году Клиденяты насчитывали 90 дымов и 439 душ.
В 1939 году, согласно секретному протоколу, заключённому между СССР и Германией, Западная Белоруссия оказалась в сфере интересов советского государства и её территорию заняли войска Красной армии. Деревня вошла в состав новообразованного Сморгонского района Вилейской области БССР. После реорганизации административного-территориального деления БССР деревня была включена в состав новой Молодечненской области в 1944 году. В 1960 году, ввиду новой организации административно-территориального деления и упразднения Молодечненской области, Клиденяты вошли в состав Гродненской области.

## Население
| 1866 | 1938  | 1999  | 2009  | 2019  |
| ---- | ----- | ----- | ----- | ----- |
| 247  | ↗ 439 | ↘ 213 | ↘ 165 | ↘ 148 |

## Транспорт
Автодорогой местного значения Н6752 (протяжённостью 3673 метра) Клиденяты связаны с автодорогой Р106 Молодечно — Сморгонь.